# Bassia
Bassia é um género botânico pertencente à família Amaranthaceae.

## Espécies
- Bassia gardneri
- Bassia glabra
- Bassia hirsuta
- Bassia holtiana
- Bassia hostilis
- Bassia hyssopifolia subsp. reuteriana
- Bassia inchoata
- Bassia indica
- Bassia intricata
- Bassia iranica
- Bassia johnsonii
- Bassia krylovii
- Bassia lanicuspis
- Bassia laniflora
- Bassia lanuginosa
- Bassia limbata
- Bassia litoralis
- Bassia longicuspis
- Bassia longifolia
- Bassia luehmannii
- Bassia melanoptera
- Bassia micrantha
- Bassia microcarpa
- Bassia minuta
- Bassia monticola
- Bassia muelleri
- Bassia muricata
- Bassia muricata
- Bassia obconica
- Bassia obliquicuspis
- Bassia odontoptera
- Bassia paradoxa
- Bassia paradoxa var. latifolia
- Bassia parallelicuspis
- Bassia parviflora
- Bassia parviflora var. costata
- Bassia patenticuspis
- Bassia prostrata
- Bassia prostrata
- Bassia pulverulenta
- Bassia quinquecuspis
- Bassia quinquecuspis var. lanata
- Bassia quinquecuspis var. semiglabra
- Bassia quinquecuspis var. villosa
- Bassia ramulosa
- Bassia recurvicuspis
- Bassia reuteriana
- Bassia salsoloides
- Bassia salsuginosa
- Bassia saxicola
- Bassia sclerolaenoides
- Bassia scoparia
- Bassia scoparia subsp. culta
- Bassia scoparia subsp. densiflora
- Bassia scoparia var. culta
- Bassia scoparia var. subvillosa
- Bassia scoparia var. trichophylla
- Bassia sedifolia
- Bassia sedifolia var. taurica
- Bassia sedoides
- Bassia sedoides subsp. taurica
- Bassia sedoides subsp. ucranica
- Bassia sedoides var. ucranica
- Bassia sicorica
- Bassia sieversiana
- Bassia spinosa
- Bassia stellaris
- Bassia stelligera
- Bassia stylosa
- Bassia symoniana
- Bassia tatei
- Bassia tetracuspis
- Bassia tomentosa
- Bassia tricornis
- Bassia tricuspis
- Bassia tridens
- Bassia tubata
- Bassia uniflora
- Bassia uniflora var. incongruens
- Bassia urceolata
- Bassia ventricosa
- Bassia walkeri
- Bassia wilsonii
- Bassia aegyptiaca
- Bassia aegyptiaca
- Bassia alata
- Bassia albolanata
- Bassia americana
- Bassia andersonii
- Bassia anisacanthoides
- Bassia arabica
- Bassia articulata
- Bassia astrocarpa
- Bassia beaugleholei
- Bassia bicornis
- Bassia bicornis var. horrida
- Bassia bicuspis
- Bassia biflora
- Bassia biflora var. cephalocarpa
- Bassia biflora var. villosa
- Bassia birchii
- Bassia blackiana
- Bassia blakei
- Bassia brachyptera
- Bassia brevicuspis
- Bassia brevifolia
- Bassia burbidgeae
- Bassia calcarata
- Bassia californica
- Bassia carnosa
- Bassia caspica
- Bassia chippendalei
- Bassia clelandii
- Bassia constricta
- Bassia convexula
- Bassia cornishiana
- Bassia costata
- Bassia crassifolia
- Bassia crenata
- Bassia cucullata
- Bassia dallachyana
- Bassia dasyphylla
- Bassia decurrens
- Bassia densiflora
- Bassia diacantha
- Bassia diffusa
- Bassia dinteri
- Bassia divaricata
- Bassia divaricata
- Bassia drummondii
- Bassia drummondii var. hispida
- Bassia eichleri
- Bassia enchylaenoides
- Bassia eriacantha
- Bassia eriantha
- Bassia eriophora
- Bassia eurotioides
- Bassia everistiana
- Bassia fiedlerei
- Bassia filiformis
- Bassia forrestiana
- Bassia sect. Eriochiton
- Bassia sect. Kochia
- Bassia sect. Maireana
- Bassia ser. Neokochia